# Rognes (Bouches-du-Rhône)
Rognes település Franciaországban, Bouches-du-Rhône megyében. Lakosainak száma 4640 fő (2022. január 1.). Rognes Aix-en-Provence, Lambesc, Le Puy-Sainte-Réparade, La Roque-d'Anthéron, Saint-Cannat és Saint-Estève-Janson községekkel határos.

## Népesség
A település népessége az elmúlt években az alábbi módon változott:
| Lakosok száma | 1183 | 2216 | 3450 | 4518 | 4686 | 4795 | 4735 | 4637 | 4616 | 4640 |
|               | 1968 | 1982 | 1990 | 2006 | 2013 | 2015 | 2017 | 2019 | 2020 | 2022 |